# أيلين شو
أيلين شو (بالإنجليزية: Aileen Shaw)‏ هي متزلجة فنية أسترالية، ولدت في 21 مايو 1945 في ملبورن في أستراليا.

## وصلات خارجية
- أيلين شو على موقع اللجنة الأولمبية الدولية (الإنجليزية)
- أيلين شو على موقع أوليمبيديا (الإنجليزية)
- أيلين شو على موقع اللجنة الأولمبية الأسترالية (الإنجليزية)